# 4671 Дртікол
4671 Дртікол  (4671 Drtikol) — астероїд головного поясу, відкритий 10 січня 1988 року.
Тіссеранів параметр щодо Юпітера — 3,528.